# アドバンスト・チェス
アドバンスト・チェス（英語: Advanced Chess）は、変則チェスの一種。人間プレイヤーとコンピュータチェスとがタッグを組み、別の人間・コンピュータのタッグと対戦する。IBMコンピューターのディープ・ブルーと対戦した元チェス世界チャンピオンガルリ・カスパロフが考案した。人間とコンピュータが一緒に戦うため、サイボーグ・チェスと呼ばれることもある。
コンピュータ単体よりも、人とコンピュータがタッグを組んだほうが強いという実績がある。それは人の直観的な能力とコンピュータの検索能力を協働させることは、双方の強みを発揮させ、より新しい可能性を生み出すことを示唆している。 
コンピュータ将棋ソフトウェアponanzaの開発者である山本一成は、長期的に見た場合はコンピュータのみのほうが強くなるだろうと予想しながらも、現時点（2015年時点）では「強いコンピュータ」よりも「人間とちょっと弱いコンピュータ」の連合チームのほうが強いと指摘している。